# Strong (альбом)
Strong — девятый студийный альбом Томаса Андерса, вышедший в 2010 году. В апреле 2010 года по результатам продаж альбом получил «Золотой статус» , а в июне того же года «Двойной золотой статус». В 2012 году Томасу Андерсу была вручена награда за дважды платиновый статус альбома.

## Об альбоме
Изначально планировалось, что он будет выпущен по всему миру, а в первую очередь в России, где у Андерса ещё очень много поклонников, но в итоге он был распространён только на территории Российской Федерации и СНГ. Все песни написаны российским композитором Сергеем Ревтовым, тексты в соавторстве с Дэвидом Бургхардом, Арсением Арделяну и Томасом Андерсом. Альбом выдержан в лёгком танцевальном стиле и направлен на удовлетворение спроса жителей СНГ, где традиционно популярен стиль Modern Talking. Продюсером альбома стал Владимир Ничипорук. Выход альбома предваряла промокампания на телевидении и в прессе, включая съемки специального выпуска передачи «Пусть говорят» с Андреем Малаховым (декабрь 2009 г.), «И снова здравствуйте» (январь 2010) и др. Часть текста к «My Angel» написал сам певец.
Альбом вышел в трех вариантах: Premium Edition, Basic Edition, Oriflame Edition. Версии отличаются трек-листом и оформлением; также существуют различия в аранжировках некоторых песен.
18 сентября 2011 года вышел цифровой релиз альбома Strong в Европе, который содержит 5 ранее неизданных песен.

## Список композиций

### Обычное издание
1. Why Do You Cry? 3:40
2. Stay With Me 4:00
3. Make You 3:39
4. Stop! 3:10
5. You Will Be Mine 4:14
6. Suddenly 3:22
7. Music, Dance 3:23
8. My Angel 3:22
9. I’ll Be Strong 3:38
10. Clear Sign 3:27
11. One More Chance 3:35
12. I Wanna 2:53
13. Sorry, Baby 3:16
14. Why Do You Cry (Acoustic Piano Version) 3:49
15. Why Do You Cry (Silver & Mesmer Extended Club Mix) 5:29
16. Make You (DJ Shevtsov Mix) 6:06
17. Make You (DJ Denis Rublev & DJ Natasha Baccardi Remix) 7:31[3]

### Premium Edition
Этот вариант включает в себя 2 аудиодиска и DVD:
Main CD
1. Why Do You Cry? 3:40
2. Stay With Me 4:00
3. Make You 3:39
4. Stop! 3:10
5. You Will Be Mine 4:14
6. Suddenly 3:22
7. Music, Dance 3:23
8. My Angel 3:22
9. I’ll Be Strong 3:38
10. Clear Sign 3:27
11. One More Chance 3:35
12. I Wanna 2:53
13. Sorry, Baby 3:16
14. Why Do You Cry? (Acoustic Piano Version) 3:49

Remix CD
Why Do You Cry?
1. Pheromons Project Rmx 5:43
2. Soho Jeff & Black Version 6:09
3. DJ Nejtrino & DJ Kirill Clash Radio Edit 3:40
4. DJ Nejtrino & DJ Kirill Extended Mix 5:41
5. Silver & Mesmer Radio Edit 3:41
6. Silver & Mesmer Drive Mix 3:46
7. Silver & Mesmer Extended Club Mix 6:49

Stay With Me
1. G.ll.v Space Remix 6:34
2. DJ Vini Radio Edit 4:17
3. DJ Vini Club Version 6:18
4. Danny Verde Club Mix 6:38

Make You
1. Alex AsterO & Evan Sax Radio Mix 3:13
2. Alex AsterO & Evan Sax Club Mix 5:12
3. Aleks Milano Summer Mix

Bonus DVD
Why Do You Cry?
1. Trailer
2. Music Video
3. Making Of

### Oriflame Edition
1. Why Do You Cry? 3:46
2. Make You 3:35
3. Stay With Me 3:57
4. Suddenly 3:28
5. Stop! 3:46
6. You Will Be Mine 3:58
7. Music, Dance 3:57
8. One More Chance 3:42
9. Clear Sign 4:10
10. I Miss You 3:28[5]

### European Edition
01. Why Do You Cry? (Strong Version)
02. Stay With Me
03. Make You
04. Stop!
05. You Will Be Mine
06. Suddenly	
07. Music, Dance
08. My Angel
09. I'll Be Strong	
10. Clear Sign
11. One More Chance
12. I Wanna
13. Sorry, Baby
14. All You Need (Previously Unreleased)
15. Dynamite (Previously Unreleased)
16. Right Here, Right Now (Century of Love) (Previously Unreleased)
17. Love You a Lifetime (Previously Unreleased)
18. The Best of Me (Previously Unreleased)